# Stéphen de La Madelaine

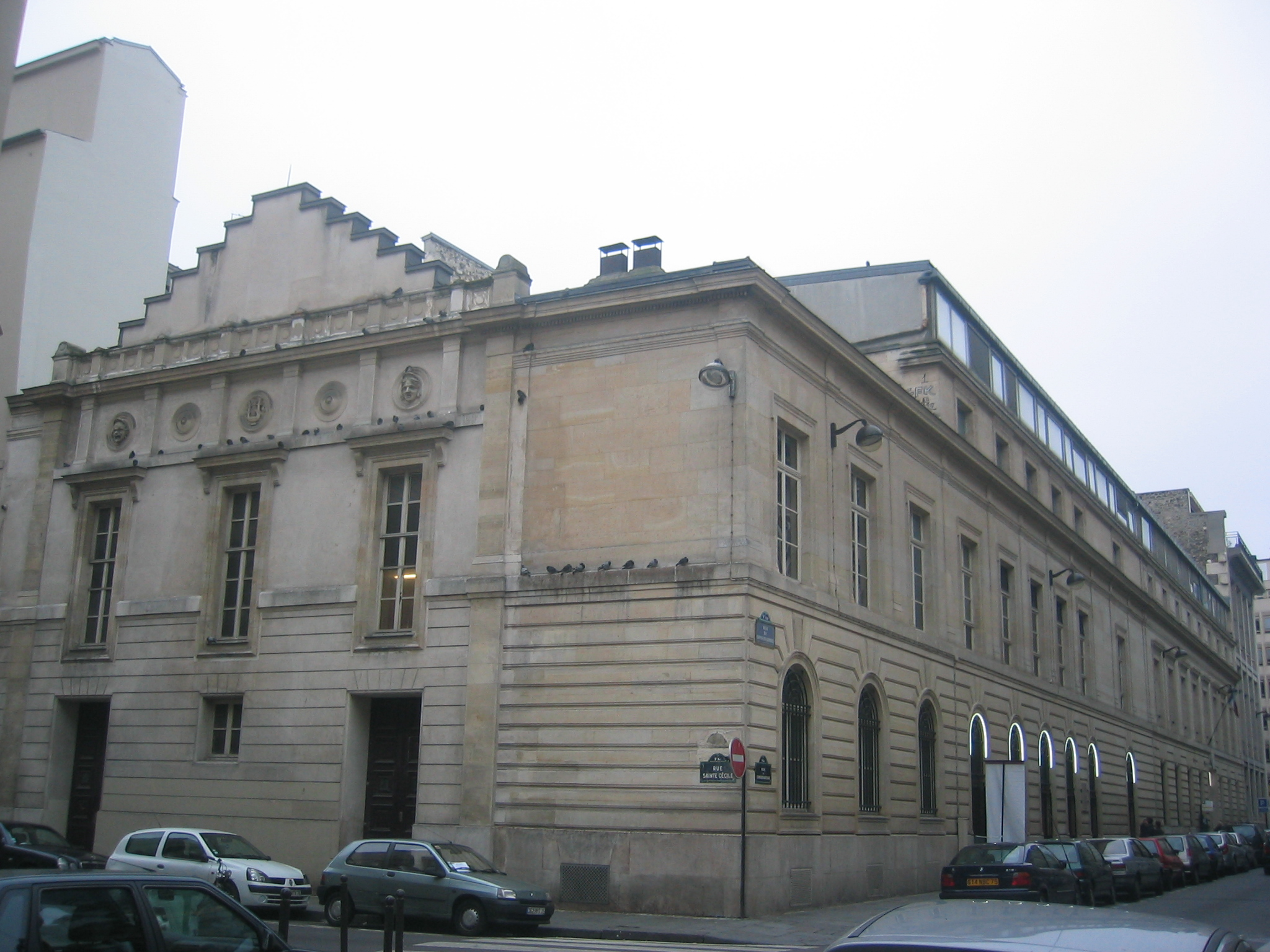
Conservatori de París on va estudiar Stéphen de La Madelaine

Stéphen Jean Baptiste Nicolas La Madelaine conegut com a Stéphen de La Madelaine (Dijon, 1801 - París, 1868), va ser un escriptor i músic francès del Romanticisme.
Després d'adquirir una sòlida instrucció literària, va ingressar al Conservatori de París i va ser cantor de la capella i de la música particular de Carles X. També va ser cap de negociat de la direcció de Belles Arts del ministeri de l'Interior i es va inventar un sistema d'ensenyament del cant que permetia a l'alumne fer-se càrrec de tots els detalls d'interpretació. Aquest sistema oferia molts avantatges, però tenia el gran inconvenient de deixar l'alumne en llibertat de suplir les notes escrites per altres que cregués més convenients, per la qual cosa no va arrelar. En una de les seves obres escrites amb finalitats didàctiques (Physiologie du chant) va més enllà des aspectes musicals i aconsella que, en recitals de saló, es renunciï als mitjans escènics que algun cantant de moda havia adoptat, fent moviments de les espatlles i del tors, que fan que la melodia surti del seu marc d'intimitat.
La Madelaine va col·laborar al Univers Musical i en la Revue et Gazette musicale de París, i va escriure, a més: Scenes de la vie adolescente, Après le travail, Le curé de campagne, Physiologie du chant (París, 1840), Théories complètes du chant i Études pratiques de style vocal (París, 1868).